# Έlοs - Tοpolia - Sassalοs - Άgiοs Dikaiοs
Έlοs - Tοpolia - Sassalοs - Άgiοs Dikaiοs este o arie protejată (arie specială de conservare — SAC, sit de importanță comunitară — SCI) din Grecia întinsă pe o suprafață de 7.419,78 ha, integral pe uscat.

## Localizare
Centrul sitului Έlοs - Tοpolia - Sassalοs - Άgiοs Dikaiοs este situat la coordonatele 35°23′01″N 23°39′21″E / 35.383673°N 23.655941°E.

## Înființare
Situl Έlοs - Tοpolia - Sassalοs - Άgiοs Dikaiοs a fost declarat sit de importanță comunitară în aprilie 1997 pentru a proteja un număr necunoscut de specii din flora spontană și fauna sălbatică aflate în arealul zonei. Situl a fost protejat și ca arie specială de conservare în martie 2011.

## Biodiversitate
Situată în ecoregiunea mediteraneană, aria protejată conține 13 habitate naturale: Râuri mediteraneene cu debit permanent și vegetație de Glaucium flavum, Râuri mediteraneene cu debit intermitent, cu specii de Paspalo-Agrostidion, Sarcopoterium spinosum phryganas, Pseudostepă cu ierburi și specii anuale de Thero-Brachypodietea, Pajiști umede mediteraneene cu ierburi înalte de Molinio-Holoschoenion, Pante stâncoase calcaroase cu vegetație casmofită, Pante stâncoase silicioase cu vegetație casmofită, Peșteri inaccesibile publicului, Păduri de Castanea sativa, Păduri de Platanus orientalis și Liquidambar orientalis (Platanion orientalis), Galerii și tufărișuri riverane sudice (Nerio-Tamaricetea și Securinegion tinctoriae), Păduri de Quercus brachyphylla din zona Mării Egee, Păduri de Quercus ilex și Quercus rotundifolia.
La baza desemnării sitului se află un număr nedeclarat de specii protejate.
Pe lângă speciile protejate, pe teritoriul sitului au mai fost identificate 21 de specii de plante, 5 specii de mamifere.